# HMS Tribune (N76)
Pour les autres navires du même nom, voir HMS Tribune.
Le HMS Tribune (pennant number : N76) est un sous-marin de la classe T en service dans la Royal Navy. Construit au chantier naval Scotts Shipbuilding and Engineering Company à Greenock, il est mis en service le 17 octobre 1939.

## Conception
Les sous-marins de la classe S se sont avérés trop petits pour des opérations lointaines. Il fallut mettre en chantier la classe T qui avait 21 mètres de longueur en plus et un déplacement de 1000 tonnes. Alors que les bâtiments de la classe S avaient seulement six tubes lance-torpilles d'étrave, ceux de la classe T en avaient huit, dont deux dans un bulbe d'étrave, plus deux autres dans la partie mince de la coque au milieu du navire.

## Engagements
Le HMS Tribune fut construit par Scotts Shipbuilding and Engineering Company à Greenock. Sa quille fut posée le 3 mars 1937. Il fut lancé le 8 décembre 1938 et mis en service dans la Royal Navy le 17 octobre 1939.
Le HMS Tribune a commencé la guerre avec des opérations dans la mer du Nord et au large de la côte scandinave. Il a effectué plusieurs patrouilles, attaquant un sous-marin et un navire marchand allemand non identifiés, le U-56, le pétrolier allemand Karibisches Meer et le navire marchand allemand Birkenfels, le tout sans succès.
Dans la mer Méditerranée, il a endommagé le navire marchand français Dalny, qui a été échoué pour l’empêcher de couler, et le lendemain il a encore endommagé le Dalny échoué. Il a également torpillé et endommagé le pétrolier allemand Präsident Herrenschmidt, et a attaqué le navire marchand italien Benevento, mais n’a pas réussi à le toucher.
Le HMS Tribune a survécu à la guerre. Il est vendu à la ferraille en juillet 1947 et démantelé en novembre 1947 par Thos W Ward, de Milford Haven.

## La réalisation du film "Close Quarters"

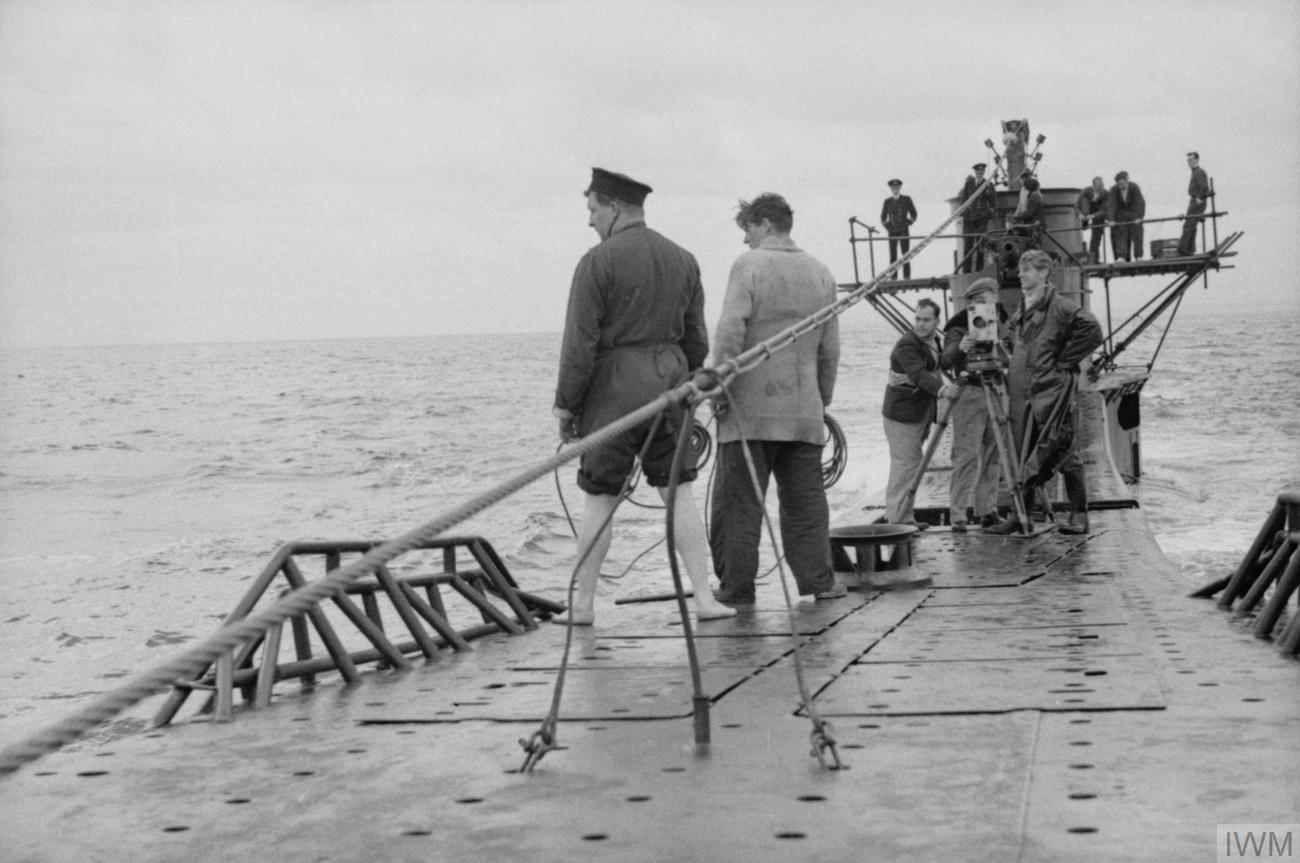
Tournage à bord du Tribune en 1943

Le HMS Tribune et son équipage ont joué dans le film de propagande britannique Close Quarters, réalisé en 1943, et représentant une patrouille en mer du Nord au large de la Norvège. Le sous-marin était appelé HMS Tyrant dans le film.